# Orlando de la Torre
Orlando de la Torre Castro (ur. 21 listopada 1943 w Limie, zm. 24 sierpnia 2022) – piłkarz peruwiański grający podczas kariery na pozycji obrońcy.

## Kariera klubowa
Orlando de la Torre karierę piłkarską rozpoczął w 1960 roku w klubie Club Sporting Cristal i występował w nim przez kolejne 13 lat. Ze Sportingiem Cristal czterokrotnie zdobył mistrzostwo Peru w 1961, 1968, 1970 i 1972.
W 1973 wyjechał do sąsiedniego Ekwadoru, gdzie został zawodnikiem Barcelony.
W po powrocie do Peru występował jeszcze w Sport Boys Callao, Atlético Chalaco Callao i Juan Aurich Chiclayo, w którym w 1979 zakończył karierę.

## Kariera reprezentacyjna
W reprezentacji Peru de la Torre zadebiutował 28 lipca 1967 w wygranym 1-0 meczu towarzyskim meczu z Japonią.
W 1970 uczestniczył w mistrzostwach świata. Na turnieju w Meksyku Peru odpadło w ćwierćfinale, a de la Torre wystąpił w trzech meczach z Bułgarią, Marokiem oraz RFN.
Ostatni raz w reprezentacji wystąpił 5 sierpnia 1973 w przegranym 1-2 meczu eliminacji mistrzostw świata 1974 z Chile.
Od 1967 do 1973 de la Torre rozegrał w reprezentacji Peru 39 spotkań.